# Brigitte Helm
Brigitte Helm (17 de març del 1906, segons altres fonts 17 de març del 1908, a Berlín - 11 de juny del 1996 a Ascona; nascuda com a Brigitte Eva Gisela Schittenhelm), va ser una actriu de cinema alemanya. És coneguda principalment pel seu paper protagonista al film de cine mut Metropolis (1927), que alhora fou el seu debut cinematogràfic.

## Biografia
El seu pare va ser Edwin Alexander Johannes Schittenhelm (1871-1913), la seua mare Gertrud Martha Tews (1877-1955).
Brigitte Helm va anar al Johannaheim, un orfenat per a xiquetes amb una escola annexada a l'antiga duana Werftpfuhl a Hirschfelde (actualment Werneuchen-Hirschfelde, Brandenburg), que va ser fundada pel propietari Eduard Arnhold. Allí va participar, entre d'altres, en una representació privada de Somni d'una nit d'estiu, de Shakespeare.

## El filmMetròpolis
Als setze anys va escriure una carta a Fritz Lang, perquè ella, convencuda del seu propi talent, volia ser actriu. A Neubabelsberg va interpretar Isabel, de Maria Estuard, davant Lang.
Fascinat, entre d'altres, per la seua elecció del paper d'Isabel, la seua versatilitat expressiva i la seua capacitat d'improvisació, va recomanar-la a la productora alemanya UFA, i per això Helm va rebre-hi formació. Després d'una audició fallida amb un altre director, Lang va decidir, malgrat els dubtes, donar a Helm el doble rol de la innocent Maria i el de la seductora i desafiant Hel (androide) en la seua pel·lícula Metropolis, un film de ciència-ficció expressionista que esdevindria una de les pel·lícules més influents i emblemàtiques de la història del cinema. La pel·lícula s'estrenà el 1927, i malgrat que el carisma i el treball de la protagonista li comportà bones crítiques, el film va ser censurat, i part del metratge, gairebé 25 minuts de pel·lícula, no es va poder recuperar fins que al 2008 se'n va descobrir una còpia íntegra al Museu del cinema de Buenos Aires.

## Altres pel·lícules
Després de la seua formació, l'any 1925, Brigitte Helm va signar un contracte de deu anys amb la productora UFA i durant aquest temps interpretà quasi sempre papers protagonistes en més de 30 pel·lícules, abans de retirar-se el 1935.
Per a no ser encasellada en el paper de «femme fatale», el que interpretava a Mandragora (1928), que es repetiria en papers posteriors com a L'Argent, es va querellar contra l'UFA; així va arribar a un acord perquè interpretara des de llavors també altres papers. Al 1930 va participar en la pel·lícula Die singende Stadt, la seua primera pel·lícula sonora. Com que llavors era freqüent rodar pel·lícules sonores diverses vegades en diversos idiomes, el públic francés i anglés també van poder veure les versions respectives de les seues pel·lícules d'èxit alemanyes.
L'any 1935 va participar en la seua última pel·lícula, Ein idealer Gatte. Malgrat els esforcos per part de l'UFA, Helm va retirar-se de la indústria cinematogràfica, quan tot just tenia 27 anys, per discrepances amb el règim nazi. Es va casar (en segones núpcies) amb l'industrial Hugo Eduard Kunheim (1902-1986), amb qui es va mudar a Suissa, i va tindre quatre fills. Mai més va tornar a la indústria cinematogràfica. Va morir l'any 1996 a Ascona. La seua tomba es troba al cementiri municipal d'Ascona, al cantó de Tessin.

## Premis
- 1968: Cinta de cinema d'or del Premi de Cinema alemany Deutscher Filmpreis durant molts anys i destacada obra a la pel·lícula alemanya

## Filmografia
- Metropolis (1927)
- Am Rande der Welt (1927)
- Die Liebe der Jeanne Ney (1927)
- Alraune (1928)
- Die Yacht der sieben Sünden (1928)
- Abwege (1928)
- Geheimnisse des Orients (1928)
- L'argent (1928)
- Scandal in Baden-Baden (1929)
- Die Wunderbare luge der Nina Petrowna (1929)
- Manolescu - Der König der Hochstapler (1929)
- Rund um die Liebe (1929)
- Alraune (1930)
- Die singende Stadt (1930)
- Im Geheimdienst (1931)
- Gloria (1931)
- The Blue Danube (1932)
- Die Gräfin von Monte-Christo (1932)
- Die Herrin von Atlantis (1932)
- Eine von uns (1932)
- Hochzeitsreise zu dritt (1932)
- Voyage de noces (1933)
- Der Läufer von Marathon (1933)
- Spione am Werk (1933)
- L'Étoile de Valencia (1933)
- Die schönen Tage von Aranjuez (1933)
- Adieu les beaux jours (1933)
- Inge und die Millionen (1933)
- Gold (1934)
- Vers l'abîme (1934)
- Die Insel (1934)
- Fürst Woronzeff (1934)
- Ein idealer gatte (1935)
- The Love Goddesses (1965)
- Wie im Traum (1978)